# Lagune
 (novembre 2024).
Pour les articles homonymes, voir Lagunes (homonymie).
Pour la nébuleuse de la Lagune, voir Nébuleuse de la Lagune.

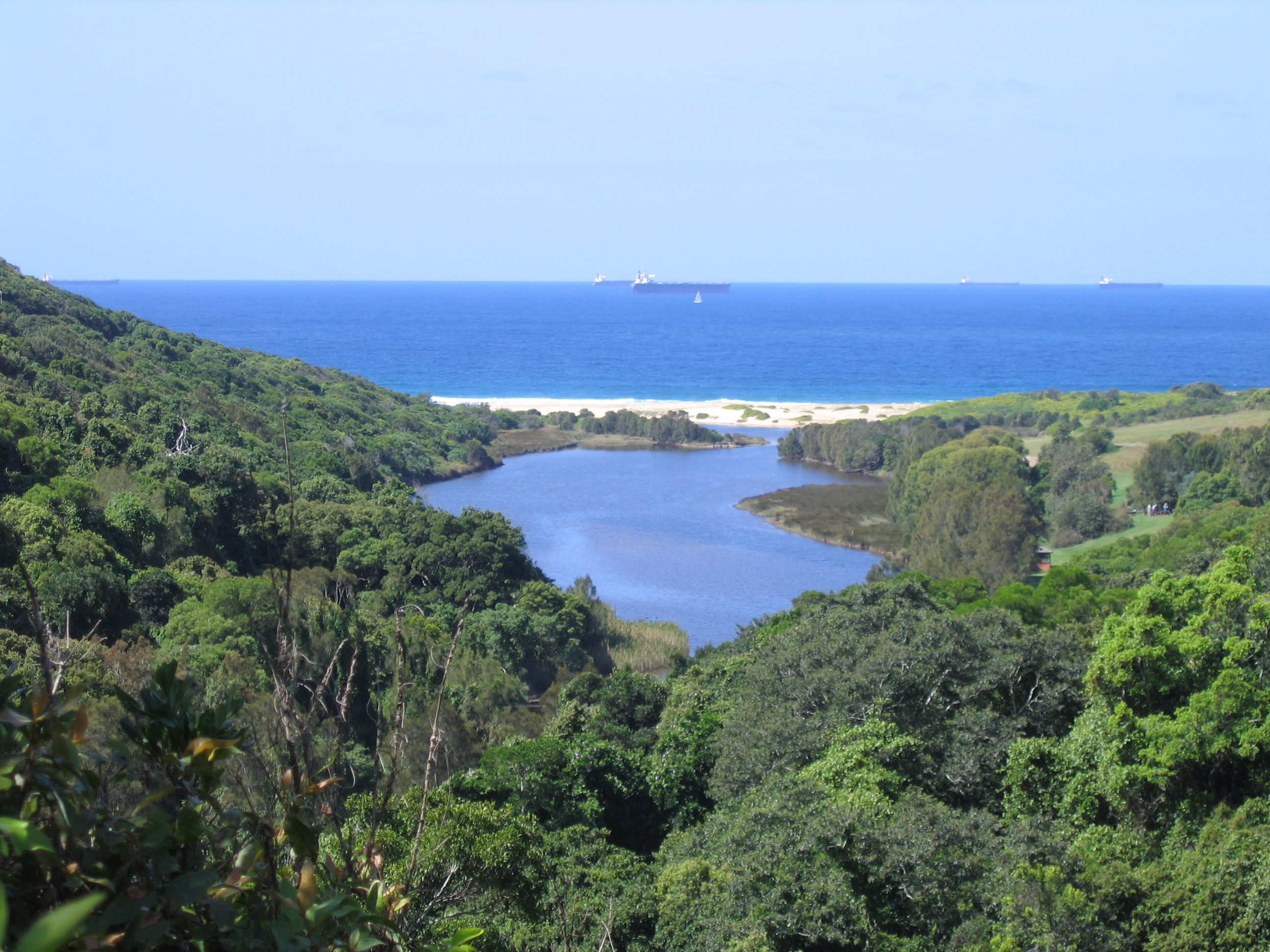
Lagune de Glenrock, à Newcastle (Australie)

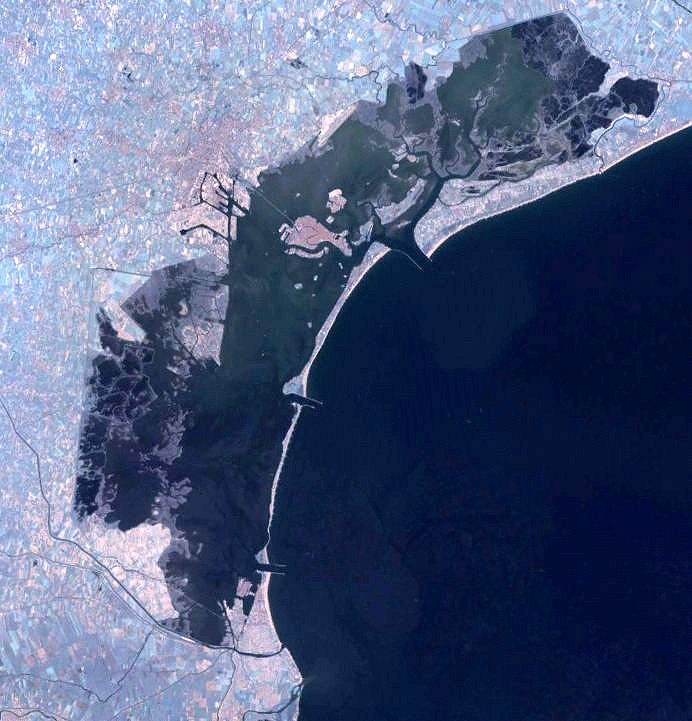
Lagune de Venise (Italie)

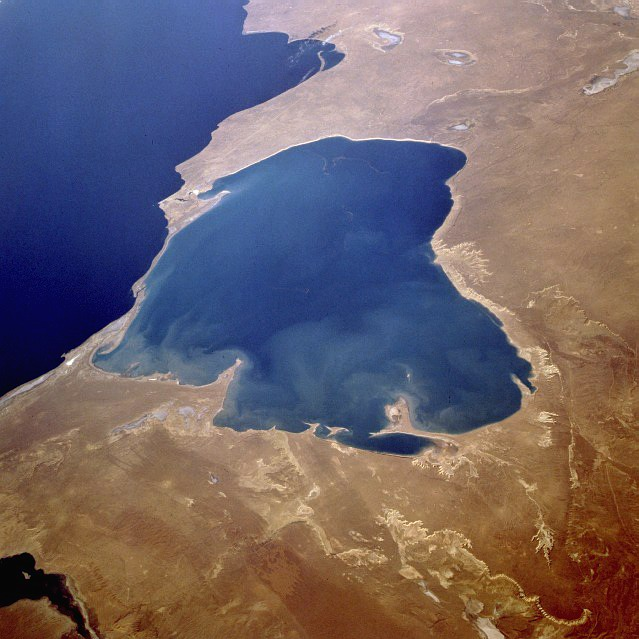
Lagune de Garabogaz-Göl (Turkmenistan)

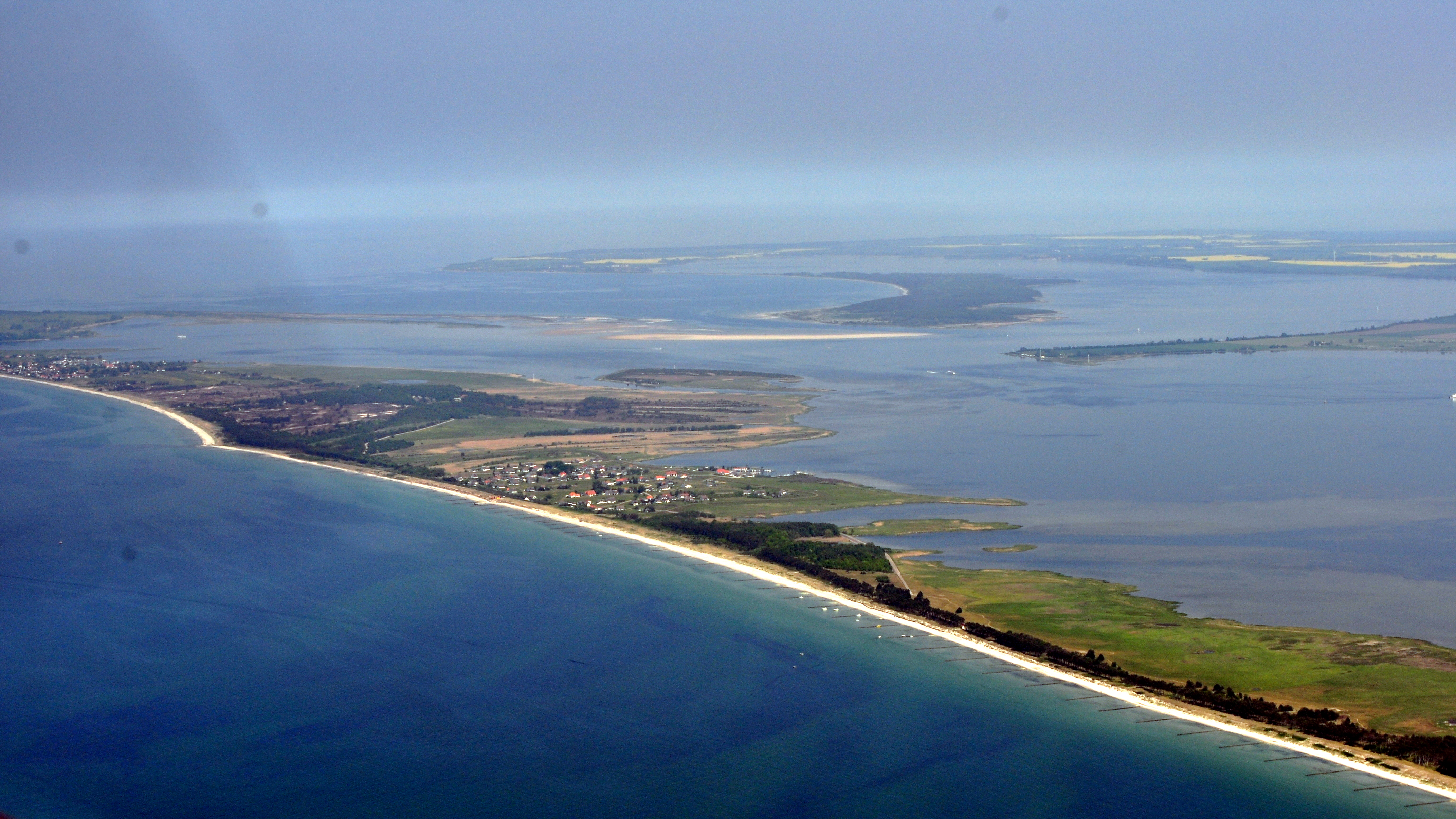
Lagune de l'Hiddensee près de Stralsund (Allemagne). D'autres lagunes de ce type sont protégées dans le Parc national du lagon de Poméranie occidentale.

Une lagune est une étendue d'eaux côtières généralement peu profonde séparée de la mer par un cordon littoral (tombolo, lido...) de largeur variable. Ce cordon se modifie naturellement et, lorsqu'il est fin, peut être vulnérable aux assauts de la mer (tempêtes, tsunamis) et à diverses formes d'artificialisation.
Dans le sud de la France, les lagunes sont parfois appelées étangs en raison de la traduction littérale des termes occitans estanh ou estang. Ils sont également appelés barachois en acadien. Lorsque l'étendue d'eau est séparée de la mer par un récif plutôt que par un cordon littoral, on parle de lagon en français (dans les pays anglophones les deux termes sont confondus sous la dénomination « lagoon »).
D'un point de vue scientifique, les lagunes constituent un modèle d'écosystème paralique ou milieu de transition.
La lagune Ébrié en Côte d'Ivoire ou la lagune de Venise sont des exemples de lagunes connues tandis que la Mar Menor, en Espagne, est la plus grande lagune d'Europe. En France la lagune de Thau, l'étang de Berre, l'étang de Bolmon, l'étang de l'Or, l'étang de Biguglia ou les marais endigués du golfe du Morbihan sont parmi les lagunes les plus connues.

## Fonctionnement hydrogéologique
Ce plan d'eau situé sur le littoral est en liaison plus ou moins étroite et permanente avec la mer et parfois avec un ou plusieurs fleuves (limans). La communication avec le milieu marin peut se faire par une ou plusieurs passes, parfois appelées « grau », qui peuvent être permanentes ou temporaires.
Il peut également exister une liaison indirecte via des nappes d'eau souterraines traversant le cordon sédimentaire s'il est perméable.
La lagune est plus ou moins saumâtre, suivant l'importance de ses échanges avec la mer et des apports du bassin versant, qui varient selon la saison.

## Formation

Schéma de formation d'une flèche littorale et d'une lagune.

La formation d'une côte lagunaire est le résultat de processus géologiques et hydrologiques complexes. Les courants marins et les vents entraînent une dérive littorale et la formation de flèches littorales, qui évoluent progressivement en cordons littoraux (voir illustration ci-contre). Les anciennes baies sont ainsi isolées de la mer ouverte, formant des lagunes. Les conditions favorables à la formation d'une côte lagunaire comprennent un littoral riche en baies avec un courant marin parallèle à la côte. Souvent, une grande rivière se jette dans une lagune, ce qui donne à l'eau une salinité moindre par rapport à la mer ouverte et permet l'accumulation de sédiments sableux, transportés par le cours d'eau vers la mer. Les cordons littoraux se forment par le déplacement de sable lors de la formation d'une côte d'équilibre. La partie isolée de la mer contient généralement de l'eau saumâtre en raison de l'afflux d'eau douce. Les cordons littoraux peuvent également comporter des dunes.

## Histoire
Sans doute parce que très bioproductives, plus chaudes, peu profondes et plus abritées de la houle, certaines lagunes ont été très tôt exploitées par l'Homme préhistorique, dont en France dans le Languedoc et en Provence, avec une activité qui s'est amplifiée aux périodes protohistoriques. On a par exemple retrouvé des indices archéologiques d'un « comptoir lagunaire protohistorique au confluent du Rhôny et du Vistre ».

## Intérêt écologique
La lagune a un rôle écologique très important sur plusieurs points :
- elle régule le flux hydraulique grâce à sa capacité de stockage, comme les autres zones humides,
- elle a un « effet tampon » sur la salinité : eau plus ou moins saumâtre,
- elle joue le rôle de filtre en épurant l'eau de ruissellement,
- elle protège de l'érosion côtière grâce à la végétation qui l'accompagne, une lagune fermée pouvant même tendre à naturellement se combler,
- c'est un habitat et une nourricerie pour de nombreuses espèces, de poissons notamment, tels que le mulet, la sole[6], le loup (Dicentrarchus labrax)[7] ou la daurade (Sparus aurata[8]) dont les juvéniles préfèreraient les lagunes dessalées[8]. Elle est parfois constituée d'une mosaïque d'habitats. Ces habitats sont caractérisés par de fortes productions biologiques (algues, crustacés, mollusques et poissons), avec des milieux associés variés (marais, prés salés, roselières, vasières, Mégaphorbiaie, ripisylve souvent caractérisés par des variations temporellement importantes),
- c'est une zone d'accueil très importante pour l'avifaune (limicoles, anatidés…),
- elle abrite certaines espèces qui ne vivent que dans ces milieux,
- elle a souvent des fonctions écotoniales particulières dans le « réseau écologique » littoral (tantôt structure-gué, ou zone-tampon, tantôt incluant des fonctions de corridor biologique, selon sa taille, le contexte biogéographique et son degré d'anthropisation.

On peut cependant rencontrer périodiquement dans certaines lagunes des phénomènes d'anoxie néfastes aux espèces dites « supérieures » ; ces anoxies sont parfois expliquées par les nitrates et le phosphore apportés en excès par le fleuve qui l'alimente.

## Typologie
On peut selon Nichols et Allen (1981) distinguer quatre types de lagunes (classification qui reflète à la fois le degré d'ouverture de la lagune sur l'océan et les processus hydrodynamiques qui sont responsables de leur conformation géomorphologique) :
- lagunes de type ouvertes, souvent associée à un marnage important lors des marées et où les passes sont maintenues par l'effet d'un autodragage lors de la vidange à marée basse[11] ;
- lagunes de type fermées (souvent moins salées)
- lagunes de type semi-fermées, souvent expliquées par la dérive littorale qui tend à fermer les passes tout ou partie du temps ;
- les lagunes de type estuariennes, où les courants de marée combinent leurs effets à ceux du courant fluvial.

L'amplitude du marnage en eaux-vives permet une autre distinction :
- milieu microtidal (marnage < 2 m) ; concerne la quasi-totalité des lagunes. Les acqua alta de la lagune de Venise peuvent parfois atteindre 1,9 m.
- milieu mésotidal (marnage entre 2 et 4 m) ; le bassin d'Arcachon entre dans cette catégorie.
- milieu macrotidal (marnage > 4 m).

## Exemples

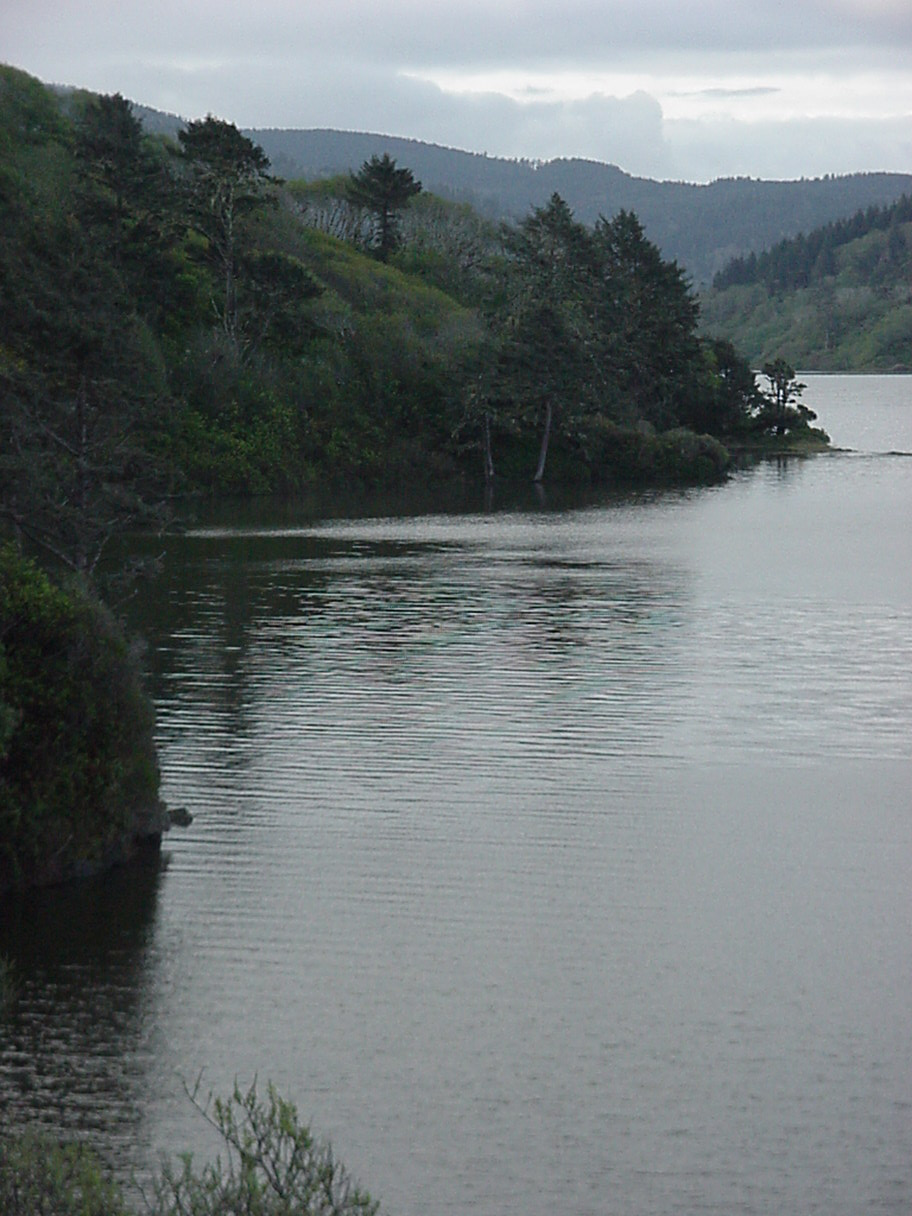
Stone Lagoon, en Californie.

- Les véritables lagunes, offrant un biotope spécifique relativement stabilisé, ne se rencontrent qu'au bord des mers avec peu ou pas de marées. De ce fait, les lagunes d'Europe se trouvent le long de la Méditerranée et de la mer Baltique (la plus vaste d'Europe est la lagune de Courlande, aujourd'hui partagée entre Russie et Lituanie).

- En France, les vraies lagunes ne sont par conséquent présentes que dans les trois régions méditerranéennes (Occitanie, Provence-Alpes-Côte d'Azur, Corse), et dans huit départements : Pyrénées-Orientales, Aude, Hérault, Gard, Bouches-du-Rhône, Var, Corse-du-Sud et Haute-Corse. L'étang de Thau, l'étang de Berre, l'étang de Bolmon, l'étang de l'Or, l'étang de Biguglia, les marais endigués du golfe du Morbihan sont parmi les lagunes les plus connues du public. Sur la côte atlantique se sont formées des baies semi-fermées par des cordons littoraux dunaires, comme le bassin d'Arcachon, la petite mer de Gâvres près de Lorient ou la mer Blanche près de Bénodet, mais l'alternance des marées et donc les forts courants y entraînent des conditions naturelles davantage assimilables à celles des estuaires.

- En Italie, la célèbre lagune de Venise ;
- En Espagne, la Mar Menor, surnommée « la plus grande piscine d'Europe » ;
- Au Maroc, la lagune de Nador aussi appelée Mar Chica (Petite mer, en espagnol) ;
- En Côte d’Ivoire, la lagune Ébrié ;
- En Floride, la Lake Worth Lagoon ;
- Au Turkménistan, le Kara-Bogaz-Gol.

## Lien avec la ressource halieutique
Les lagunes sont des zones importantes ou vitales de nourriceries pour certaines espèces. Pour une pêche soutenable, il faut non seulement ne pas surexploiter ces espèces en mer (ou dans les lagunes dans le cas de la daurade par exemple, qui fréquente certaines lagunes salées une fois adulte), mais il faut aussi protéger les lagunes en tant que zones de nourricerie, alors que les alevins ou juvéniles sont particulièrement vulnérables à la pollution de l'eau et à l'anoxie qui l'accompagne parfois. Il peut exister des interactions importantes entre pêcheries en mer et en lagune.

## Galerie

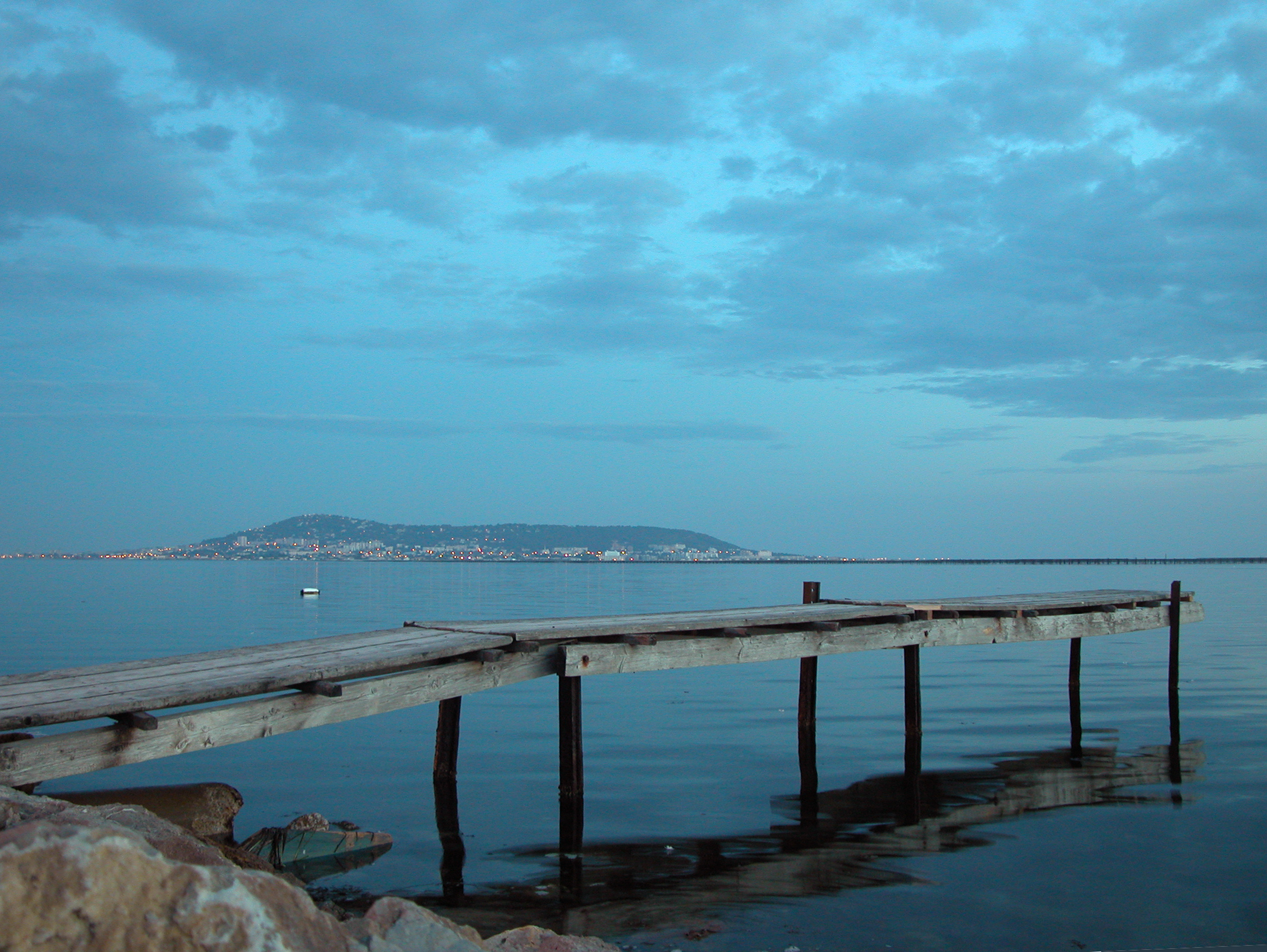
L'étang de Thau, la plus grande lagune de France.
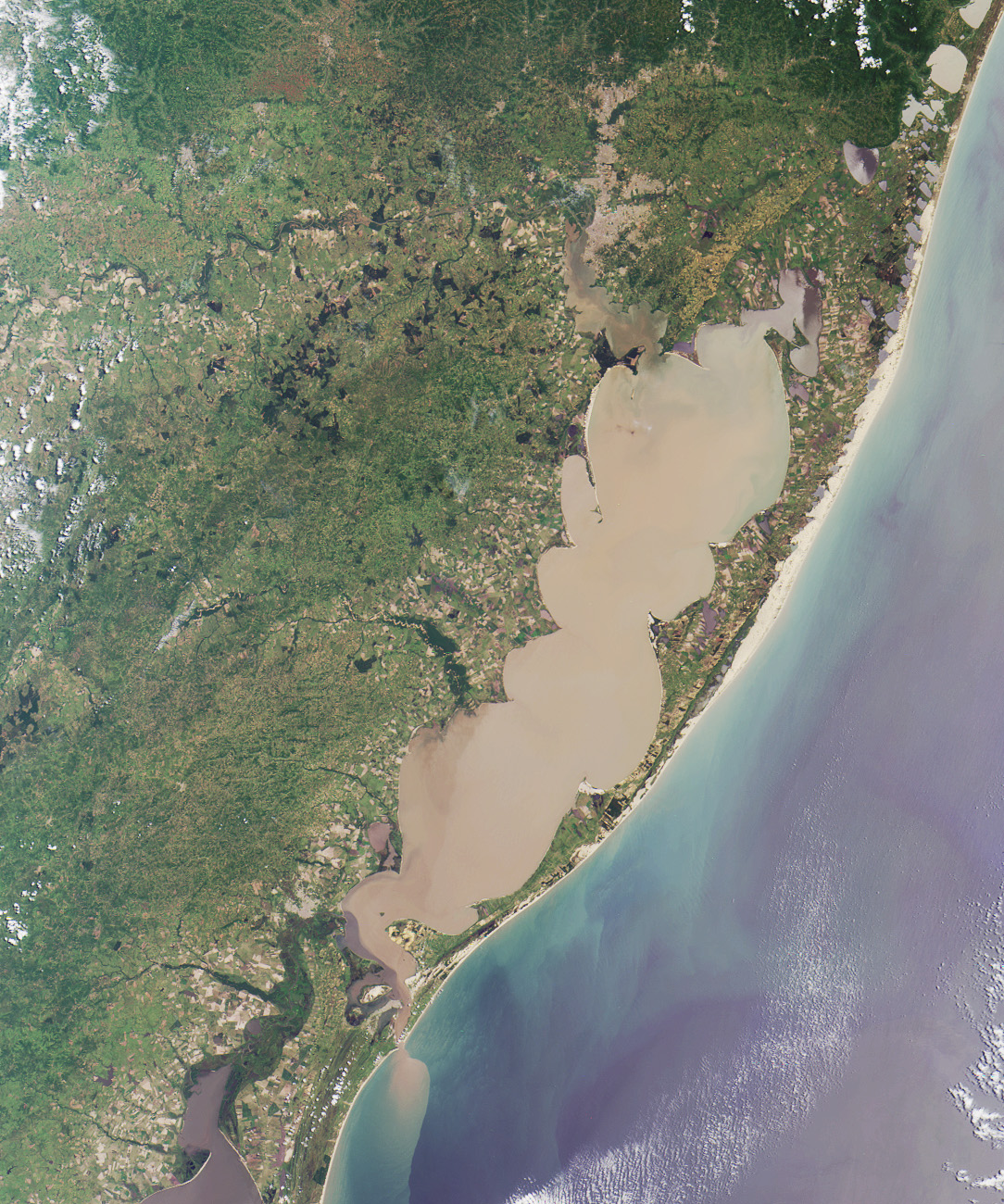
Lagoa dos Patos (lagune des canards) au Brésil.
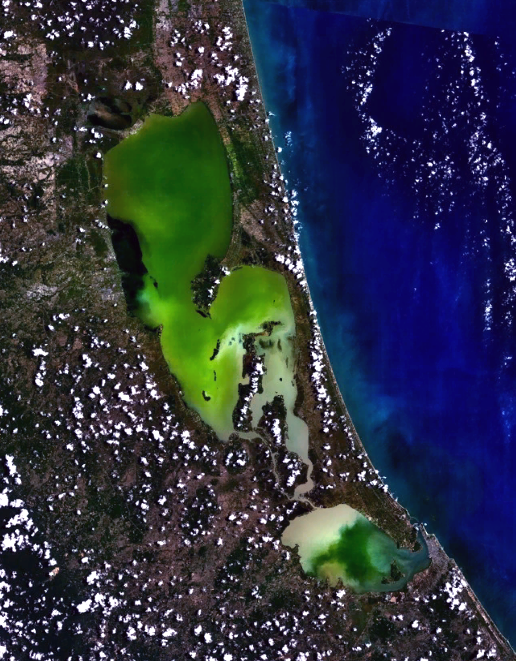
Lagune du Lac Songkhla, en Thaïlande.
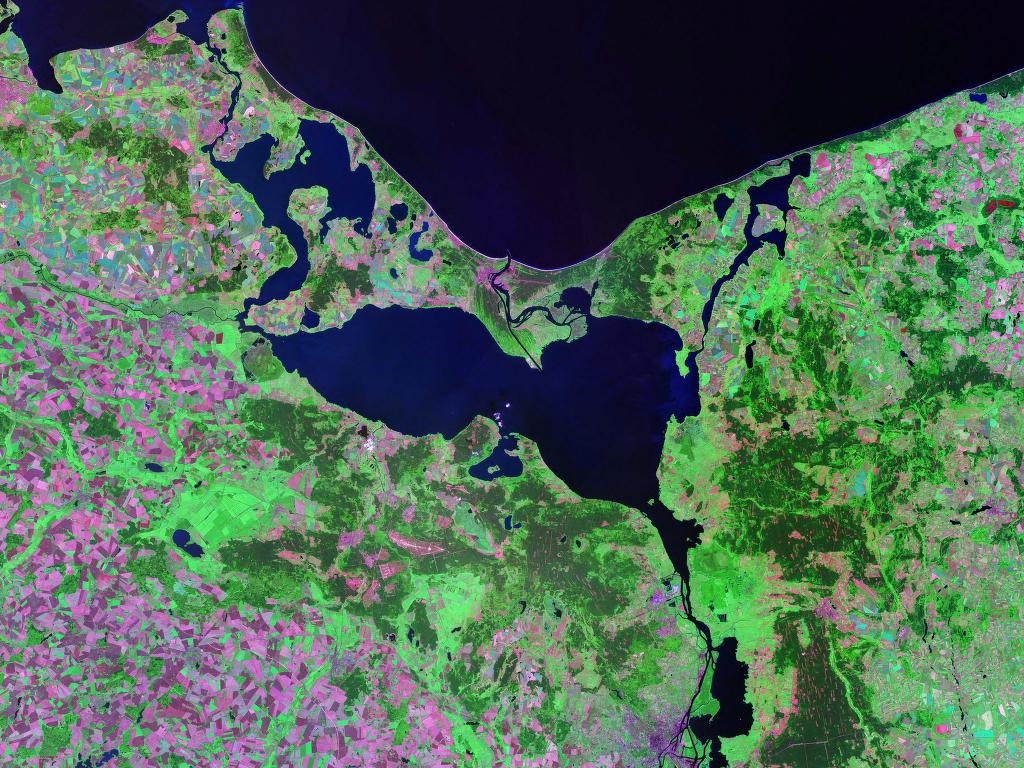
Lagune de Szczecin vu par Landsat c. 2000.
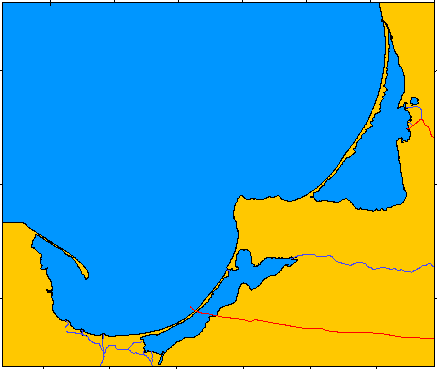
Lagune de la Vistule et Isthme de Courlande.